# Carlos Lamarca
Carlos Lamarca (* 23. Oktober 1937 in Rio de Janeiro; † 17. September 1971 in Pintada, Bahia) war ein brasilianischer Berufsoffizier. 1969 desertierte er und schloss sich als „comandante“ der kommunistischen Untergrundbewegung Vanguardia Popular Revolucionária (VPR = Revolutionäre Volks-Avantgarde). Er wurde am 17. September 1971 von Sicherheitskräften in dem Dorf Pintada aufgespürt und erschossen. 2007 wurde er posthum rehabilitiert. Neben Carlos Marighella war Lamarca einer der international bekanntesten Vertreter der Stadtguerilla.

## Herkunft und militärische Laufbahn, Desertion
Lamarcas Vater war Schuhmacher. Nach dem Gymnasialbesuch trat er 1955 in Porto Alegre in eine Kadettenvorbereitungsanstalt ein, 1957 in eine Militärakademie in Resende (Rio de Janeiro). 1960 wurde er Offizieranwärter. Er galt als ausgezeichneter Schütze.

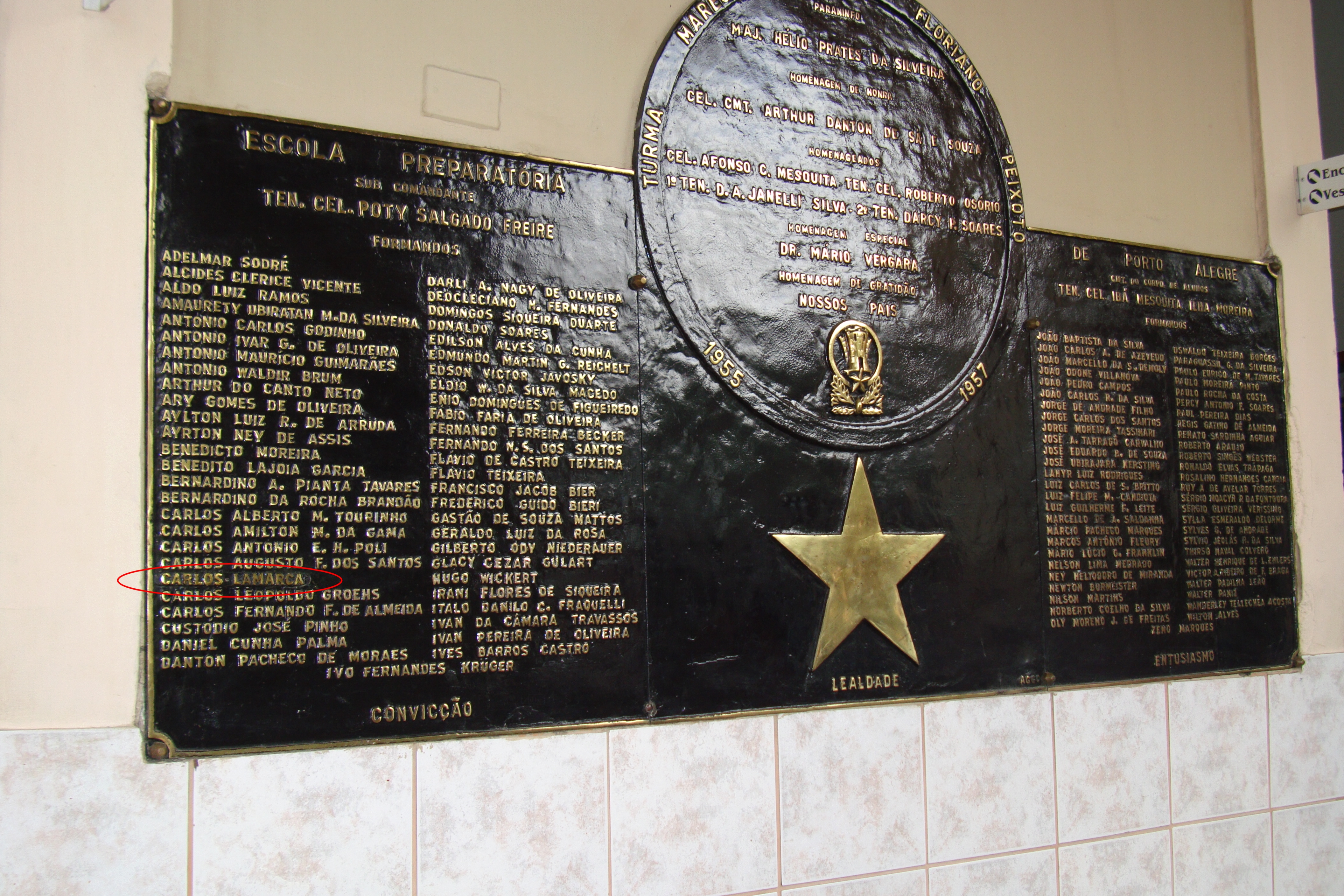
Tafel an der Militärakademie in Porto Alegre mit Verweis auf Carlos Lamarca

1962/63 diente er im so genannten Suez-Bataillon der UNO, das in Gaza (Palästina) stationiert war. Zurück in Brasilien, erlebte er als Militärpolizist den Militärputsch von 1964, der seine Politisierung bewirkte. Nach verschiedenen Stationierungen wurde er auf eigenen Wunsch wieder nach Porto Alegre versetzt und 1967 zum Hauptmann befördert. Durch einen Untergebenen, den Unteroffizier Darcy Rodrigues, der in der Kaserne für die politische Erziehung zuständig war, kam er in Kontakt mit Werken von Lenin und Mao. Anfang 1968 nahm Lamarca Kontakt zu linken Gruppierungen auf, die den bewaffneten Widerstand gegen das 1964 errichtete Regime befürworteten. Er beschloss zu desertieren und sich einer Guerillagruppe anzuschließen und gründete in seiner Einheit er eine kommunistische Zelle. Im September 1968 traf er sich mit Carlos Marighella, dem damaligen Führer der kommunistischen Splitterpartei PCdoB. Dieser organisierte die Ausreise von Lamarcas Ehefrau Maria Pavan Lamarca und der beiden Söhne nach Kuba, um die zukünftige Untergrundtätigkeit Lamarcas abzusichern.
Am 24. Januar 1969 desertierten Lamarca, Rodrigues, der Gefreite Jóse Mariani und der Soldat Roberto Zanirato, wobei sie 63 FAL-Gewehre, drei Maschinenpistolen sowie Munition entwendeten.

## Guerillatätigkeit
Lamarcas begann seine Untergrundtätigkeit in São Paulo, wo er mit der Psychologin Iara Iavelberg (1943–1971) zusammenlebte, die der linksextremistischen Guerillagruppe Movimento Revolucionário 8 de Outubro (MR-8) angehörte. Am 9. Mai 1969 erschoss er bei einem Banküberfall den Wachmann Orlando Pinto Saraiva, als dieser die Flucht der Bankräuber verhindern wollte. Im Laufe des Jahres vereinigte sich die VPR mit dem Comando de Libertação Nacional (COLINA) und einer Splittergruppe namens União Operária zur VAR-Palmares. Ende 1969 verließ Lamarca in Begleitung von Iavelberg und 16 Genossen São Paulo, um im Ribeiratal (Vale do Ribeira) ihre militärische Ausbildung zu beginnen.
Im April 1970 begannen Einheiten der brasilianischen Sicherheitskräfte, vor allem des Heeres, die gesamte Region systematisch abzuriegeln und durch Straßensperren lückenlos zu überwachen. Während einige Guerilleros aus der Region flüchteten, bildete sich um Lamarca ein harter Kern von sechs Guerilleros. Am 8. Mai 1970 kam es an einer Straßensperre in Eldorado Paulista zu einem Gefecht mit der Militärpolizei São Paulos, wobei zwei Polizisten angeschossen wurden. Den Guerilleros gelang der Durchbruch, doch wenige Stunden später kam es zu einem zweiten Gefecht mit einer Gruppe Militärpolizisten unter Führung des Leutnants Alberto Mendes Júnior, wobei einige Militärpolizisten getötet wurden. Mendes wurde gefangen genommen und im Verlauf der weiteren Flucht von dem Guerillero Yoshitane Fujimori mit einem Gewehrkolben erschlagen, da die Flüchtlinge fürchteten, dass Mendes ihre Fluchtroute verraten würde. Am 31. Mai 1969 gelang ihnen der Ausbruch aus der Region, indem sie einen Lkw des Heeres entführten und nach São Paulo flüchteten.
Im Juni 1970 entführten Guerilleros der ALN und VPR in Rio den westdeutschen Botschafter Ehrenfried von Holleben und nahmen ihn als Geisel. Für seine Freilassung musste die Militärregierung im Austausch 40 politische Gefangene entlassen, die nach Algerien ausgeflogen wurden. Obwohl Lamarca an der Entführung nicht beteiligt war, suggerierte die Militärregierung der Öffentlichkeit, dass dieser die Operation geleitet habe.

## Die Entführung des Schweizer Botschafters
Tatsächlich leitete Lamarca am 7. Dezember 1970 die Entführung des Schweizer Botschafters Giovanni Bucher im Stadtteil Flamengo im Süden Rios. Dabei erschoss Lamarca den Sicherheitsbeamten Hélio Carvalho de Araújo, der Bucher im Dienstwagen der Botschaft begleitete. Bucher wurde in einem konspirativen Haus im Stadtteil Rocha Miranda versteckt. Unter Androhung von Buchers Ermordung sah sich die Regierung gezwungen, 70 politische Gefangene zu entlassen. Obwohl die Mehrheit der Entführer und ein Teil der Basis der VPR die Tötung Buchers befürwortet hatte, wurde dies durch eine Intervention Lamarcas verhindert. Bucher wurde am 16. Januar 1971 freigelassen, nach dem die Regierung drei Tage zuvor die politischen Gefangenen entlassen hatte, die nach Chile ausgeflogen wurden.

## Übertritt in die MR-8 und Tod
Am 22. März 1971 verließ Lamarca die VPR und trat in die MR-8 ein; vermutlich aufgrund des Einflusses von Iavelberg, mit der er inzwischen eine Beziehung führte. Unter dem Decknamen Cirilo reiste er nach Buriti Cristalino (Bahia), wo er bei der Familie des MR-8-Mitglieds José Zequinha Campos Barreto einen ländlichen Unterschlupf fand.
Am 21. August 1971 entdeckte die Polizei in Ipanema in einem Pkw des Guerillero César Benjamin ein Tagebuch Lamarcas sowie Briefe an Iavelberg. Aufgrund der Aufzeichnungen im Tagebuch und den Briefen sowie durch Aussagen von Gefangenen des MR-8 gelang es der Polizei durch den Abgleich von topografischen Angaben und Beschreibungen der Vegetation den Aufenthaltsort Lamarcas zu lokalisieren. Daraufhin wurde eine Sondereinheit aus 215 Angehörigen der Teilstreitkräfte und der Polizei gebildet, die am 28. August das Wohnhaus von Zequinhas Familie stürmte, wobei mehrere Familienmitglieder getötet wurden.
Lamarca und Zequinha waren zum Zeitpunkt der Operation nicht im Haus, hörten jedoch die Schüsse und flohen in die Caatinga. Am 17. September 1971 wurden die beiden Flüchtlinge in dem Dorf Pintada im Distrikt Ibipetum von der Sondereinheit überrascht. Während Barreto noch das Feuer eröffnen konnte, wurde Lamarca offenbar ohne Gegenwehr mit sieben Schüssen getötet. Auch Barreto wurde tödlich getroffen. Die Leichen wurden nach Salvador abtransportiert und Lamarca auf einem Friedhof anonym begraben. Am 22. September 1971 verhängte die Regierung eine Nachrichtensperre, um eine Mythologisierung Lamarcas zu verhindern.

## Juristisches Nachspiel seit 2007
2007 entschied die Amnestiekommission des Justizministeriums, Lamarca postum den Dienstgrad eines Obersts des Heeres zuzuerkennen. Seiner Witwe Maria Pavan Lamarca wurde die Pension eines Brigadegenerals zugesprochen; außerdem erhielten die beiden Söhne eine Entschädigung für ihren Aufenthalt im kubanischen Exil. Außerdem erhielt die Familie Lamarca den Status von politisch Verfolgten zuerkannt.
2010 suspendierte die Richterin Cláudia Maria Pereira Bastos Neiva auf Ersuchen des politisch einflussreichen Militärklubs (Clube Militar) sowohl die Pensionszahlungen als auch die Entschädigungen für die beiden Söhne mit der Begründung, dass sein Ausschluss aus dem Heer durch seine Desertion begründet wurde und dies seinerzeit eine Straftat darstellte. Soweit gegenwärtig (2012) bekannt, soll der Rechtsstreit durch eine höhere Instanz entschieden werden.

## Filme
- Lamarca, BRA 1994, Regie: Sérgio Rezende, mit Paulo Betti in der Rolle Lamarcas. Der Film basiert auf dem Werk von José und Miranda (Vollständiger Film (portugiesisch) auf youtube.com, Film mit englischen Untertiteln auf youtube.com).
- Zuzu Angel, BRA 2006, Regie: Sérgio Rezende, ebenfalls mit Paulo Betti als Lamarca in einer Nebenrolle (Vollständiger Film (portugiesisch) auf youtube.com, Film mit englischen Untertiteln auf youtube.com).